# دانشگاه استلنبوش
دانشگاه استلنبوش (آفریکانس: Universiteit Stellenbosch) یک دانشگاه دولتی است که در شهر استلنبوش، در کیپ غربی آفریقای جنوبی واقع شده‌است.